# Ashmeadiella parkinsoniae
Ashmeadiella parkinsoniae är en biart som beskrevs av Parker 1977. Ashmeadiella parkinsoniae ingår i släktet Ashmeadiella och familjen buksamlarbin. Inga underarter finns listade i Catalogue of Life.